# 叶籁士
叶籁士（1911年5月21日—1994年2月2日），本名包叔元，中国江苏吴县人，中国共产党党员。他曾积极参与汉字改革，早年即投身于拉丁化新文字运动，后来成为中华人民共和国文字改革工作（简化汉字、推广普通话、制定和推行汉语拼音方案）的具体组织者，曾任中国文字改革委员会党组副书记、常务副主任。他也是中国世界语运动重要的倡导者和领导人。

## 名字
叶籁士本名包叔元。1930年代，开始用作为世界语笔名，用叶籁士作为汉语笔名，之后就以笔名行世。这两个笔名均取自俄语的，意为“铁”。使用过的笔名还有包索原、罗甸华、潘古干、余学文等。

## 生平

### 早年
1911年，包叔元出生于江苏苏州吴县。中学时曾辗转苏州、上海两地多所学校就读，期间受到胡愈之等人写的文章的影响，对世界语产生兴趣，1927年开始通过函授学会了世界语。在上海立达学园读高中时，受到夏丏尊、丰子恺等教师的影响，决定去日本留学。1929年春，考入东京高等师范学校。留学期间，曾在日本左翼主办的世界语高级班学习，并参加“左联”东京支部。1931年九一八事变后，中断留学，返回国内。

### 语联

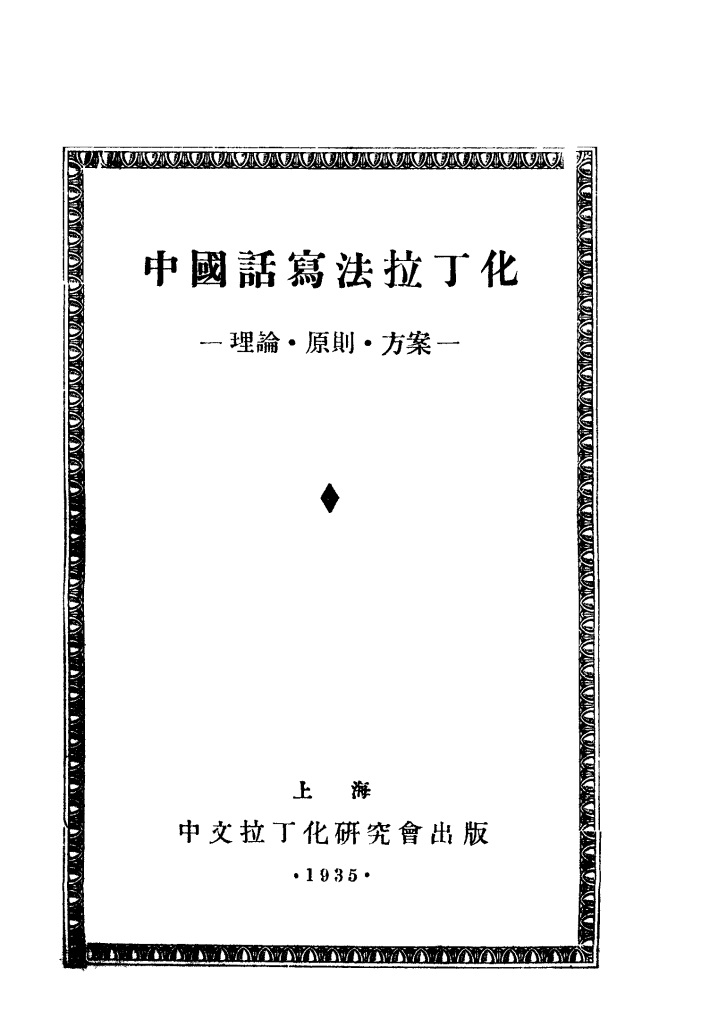
《中国话写法拉丁化——理论·原则·方案》 封面

1931年12月，中国左翼世界语者联盟（“语联”）在上海成立，与左联等同属中国左翼文化界总同盟（“文总”）。包叔元是语联的发起者之一，并于1932年2月到上海专职参加语联工作。由于语联的左翼性质，无法公开活动，因此1933年成立了上海世界语者协会，作为对外公开的群众性世界语团体。包叔元也是协会的主要负责人之一，并主编会刊《世界》（La Mondo），是1930年代中国世界语运动最重要的刊物。后来又负责编辑PEK（无产阶级世界语通讯）中国分社通讯稿《中国怒吼》（Ĉinio Hurlas）。他也在这个时期开始使用笔名叶籁士。:74
1931年，瞿秋白、吴玉章等人参与拟订的拉丁化新文字方案在苏联通过，用于帮助侨居苏联的华人劳工识字。由于当时中苏并未建交，中国国内对此情况并不了解。1933年10月，在得知拉丁化新文字运动的消息后，叶籁士在《世界》副刊《言语科学》刊登启事，希望苏联世界语者能提供相关资料，后来果然收到热心人士寄来的方案、原则、课本、字典、读物、报纸等。1934年，叶籁士在《中华日报》副刊《动向》上发表《大众语·土语·拉丁化》，正式向国内介绍拉丁化新文字，又成立中文拉丁化研究会，是中国第一个拉丁化新文字团体。他编印的《中国话写法拉丁化——理论·原则·方案》于1935年出版，是中国第一本系统介绍拉丁化新文字的著作，也是拉丁化新文字运动初期影响最大的一本书，随后又补充、修订，写成《拉丁化概论》。他又编出《工人用拉丁化课本》和《拉丁化课本》，是中国最早的拉丁化新文字课本。叶籁士还负责编辑《Sin Wenz月刊》和《语文》月刊，分别是中国最早宣传讨论汉字改革相关问题的半公开和公开刊物。:451-453:60,61

### 抗战
1937年抗日战争爆发后，叶籁士于12月离开上海，经香港、广州，次年初到达武汉，参加周恩来领导、郭沫若主持的国民政府军事委员会政治部第三厅，负责用世界语进行国际宣传。1938年9月，经冯乃超、胡绳介绍，加入中国共产党。因武汉沦陷，辗转经长沙、湘潭、衡山、桂林到达重庆。1939年1月，在第三厅创办世界语对外刊物《中国报导》（Heroldo de Ĉinio）半月刊，发行到63个国家的850个城市，颇具影响力。他还在重庆积极传播世界语，函授教学，出版书籍。:75
1941年皖南事变后，叶籁士奉中共上级命令自重庆撤往香港，同香港的新文字学会和世界语学会建立联系。随后太平洋战争爆发，香港沦陷，叶籁士被困九龙，经东江纵队营救转入广东阳台山，然后转至广西桂林。1943年初，由桂林赴上海，准备去解放区但未能成行，最终在上海一直待到1945年3月。

### 出版
1945年，叶籁士奉党组织命令到淮南抗日根据地，加入新四军，担任宣教部编辑副主任。1946年初，新四军军部北撤山东临沂，与山东军区合并为山东野战军，叶籁士改在山东新华书店任副经理兼编辑部主任，编辑《新华文摘》。后因山东野战军与华中野战军共同编组为华东野战军，山东新华书店改组为华东新华书店。解放军攻占上海后，叶籁士随华东新华书店进驻上海，接管中国国民党的正中书局。华东新华书店后改为新华书店华东总分店。1951年1月，根据出版总署部署，全国新华书店的编辑出版、印刷、发行业务分家。华东总分店编辑部和出版部独立，成立华东人民出版社，叶籁士为首任社长。
1952年12月，叶籁士奉调到北京，任人民出版社第一副社长兼第一副总编辑。当时的社长兼总编辑胡绳另有中共中央宣传部的工作，很少到社，实际由叶籁士主持日常工作。

### 文改
1954年1月，叶籁士奉调到中宣部，兼任中国科学院语言研究所副所长，并获增聘为中国文字改革研究委员会委员。12月，获任命为新成立的中国文字改革委员会（国务院直属机关）委员，从此再也没有离开文字改革岗位。
1955年1月，叶籁士任文改会秘书长，1959年8月任副主任，1961年任党组副书记。由于文改会主任吴玉章及副主任胡愈之、韦悫、丁西林都有其他领导职务，因此叶籁士实际主持文改会的日常工作，是中华人民共和国文字改革工作（简化汉字、推广普通话、制定和推行汉语拼音方案）的具体组织者。他组织筹办了1955年全国文字改革会议，组织了各专门委员会制订《汉字简化方案》、《第一批异体字整理表》、《简化字总表》、《印刷通用汉字字形表》、《汉语拼音方案》，执笔起草了《文字必须在一定条件下加以改革》、《关于汉语拼音方案（草案）的报告》、《关于中国文字改革的问题的发言》、《当前文字改革的任务》、《关于当前文字改革工作和汉语拼音方案的报告》等重要报告。除统筹组织外，他也是文改会汉语拼音方案委员会、修订简化汉字七人小组等专门委员会的成员。:199,284
1966年文化大革命爆发后，文字改革工作陷入停滞。叶籁士被打成“走资派”，曾下放宁夏平罗、甘肃泾川五七干校。1972年3月，叶籁士奉调回北京，组建中国科学院文字改革办公室。1973年，文改办划归国务院教科组，恢复“中国文字改革委员会”名称，由叶籁士负责。1980年任文改会副主任，曾主持《第二次汉字简化方案（草案）》修订委员会，担任汉语拼音正词法委员会主任。

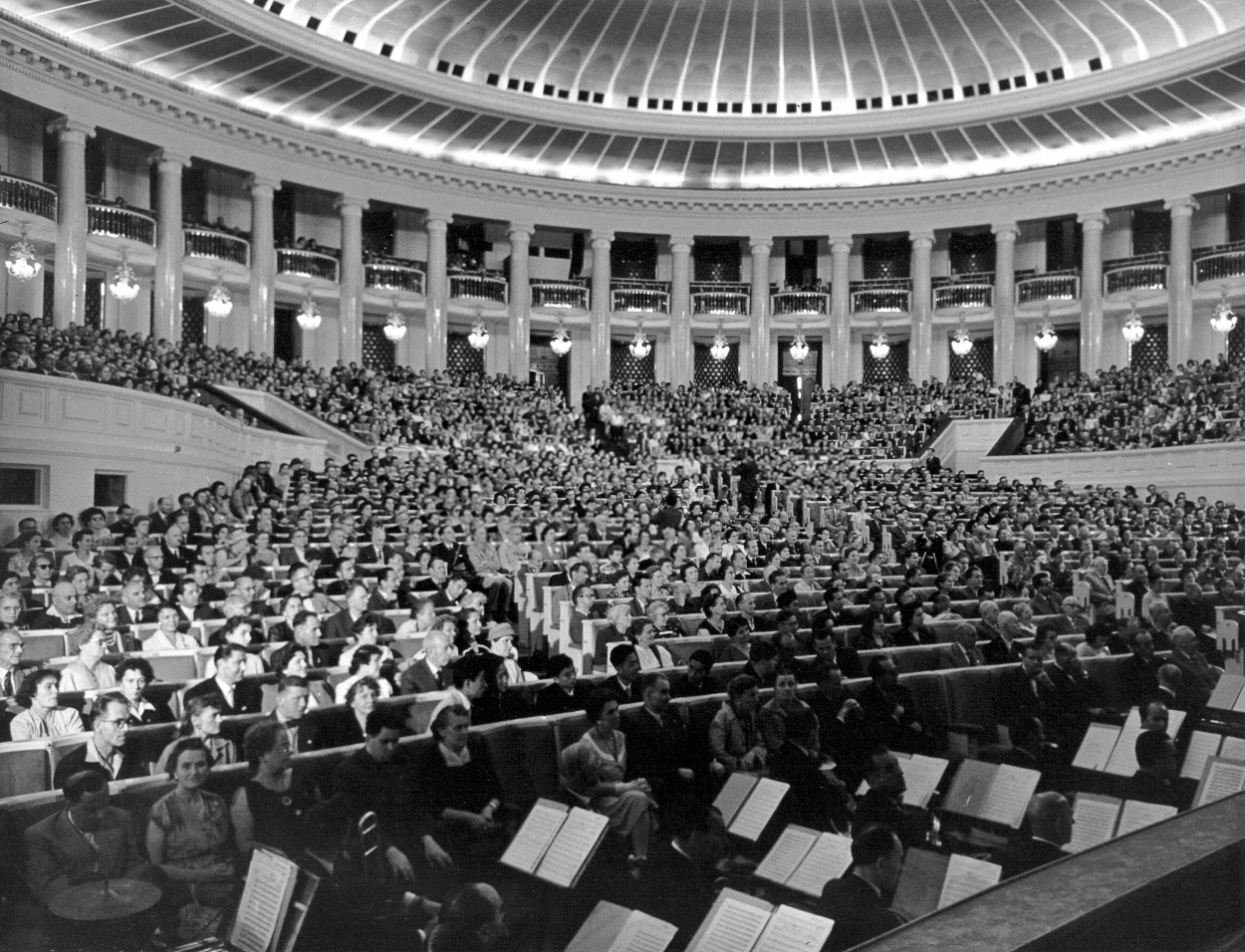
1959年波兰华沙国际世界语大会

在文改工作之外，叶籁士也关心世界语运动，并担负世界语对外宣传的责任。他曾率团参加1956年丹麦哥本哈根第41届国际世界语大会，是中华人民共和国首次派人出席国际世界语大会。此后又参加1959年波兰华沙第44届、1964年荷兰海牙第49届国际世界语大会。1973年率团出席日本龟冈第60届日本世界语大会，是文化大革命后中国世界语代表团首次出国访问。他先后担任中华全国世界语协会理事、常务理事、副理事长、代理事长、名誉理事长。他是1986年中国北京第71届国际世界语大会的组委会主席，大会期间获选为国际世界语协会荣誉会员。:74
废除干部领导职务终身制后，叶籁士于1984年任文改会顾问，1987年离休。他是第三届全国人大代表，中共第十一次党代会代表，第五届全国政协委员。

### 晚年
1977年，叶籁士因中风造成左侧轻度瘫痪，此后身体状况一直不佳。1994年2月2日，因多种疾病于北京逝世。根据生前遗嘱，火化后骨灰撒在天津渤海湾。

## 相關事蹟
日本世界语者绿川英子在1937年4月离家出走，来到上海参加抗日救亡运动，得到语联的照顾。抗日战争爆发后，绿川英子因日本人身份被驱逐出境，在香港陷入困窘。当时在武汉的叶籁士向上级反映此情况后，绿川英子才获得了入境特别许可，后来在武汉、重庆负责用日语对日军广播。
叶籁士是汉字横排的重要创导者。他早年编辑《语文》月刊时便采用中文横排本，1952年调任人民出版社第一副社长后积极倡议中文书刊采用横排。1954年10月，他在《光明日报》副刊《文字改革》双周刊上连续发表文章，倡议书刊横排，书写横写。1955年1月1日，《光明日报》实行横排，是中国第一份左起横排的全国性大报纸。:191,1951955年12月起，中华人民共和国文化部规定，中文书籍、杂志若无特殊原因，一律应该横排。
《汉语拼音方案》通过后，国务院副总理习仲勋也要求学习汉语拼音，是叶籁士把他教会的。
1963年初，叶籁士在《光明日报》连载自学读物《汉语拼音入门》，其中采取了一些较灵活的教学法，如将隔音字母y和w:124当成声母，zhi、chi、shi等音节不拼、直接读出音节，iou、uei、uen直接教省略形式iu、ui、un，等等。这些教学法迅速推广至全国小学拼音教学，沿用至今。:5,9,11,19

## 家庭
妻子殷国秀，江苏无锡人。曾就读苏州女子师范初中部，参加学生运动。1939年4月在重庆进入生活书店工作，5月经苏女师同学吴全衡介绍加入中国共产党。1941年皖南事变后到香港生活书店，住在吴全衡家中，吴全衡的新婚丈夫是叶籁士在语联的好友胡绳。香港沦陷后，殷国秀经东江纵队营救到广东阳台山，在那里与叶籁士相识。1942年，两人一起转移到桂林，在桂林结婚。殷国秀后来随叶籁士在山东、上海从事编辑出版:104,152，最终在人民出版社工作到离休:126。
叶籁士和殷国秀有三个子女：长女叶曦，长子叶晓，次子叶丹。

## 著作
- 《中国话写法拉丁化——理论·原则·方案》，中文拉丁化研究会，1935
- 《工人用拉丁化课本》，中文拉丁化研究会，1935
- 《拉丁化课本》，天马书店，1935
- 《拉丁化概论》，天马书店，1935
- 《汉语拼音方案问答》，文字改革出版社，1958
- 《汉语拼音入门》，北京出版社，1964
- 《倪海曙年谱》（载于《倪海曙语文论集》，上海教育出版社，1991）
- 《简化汉字一夕谈》，语文出版社，1995